# Fritz Schülin
Fritz Schülin (* 26. Oktober 1905 in Istein; † 17. August 1980 ebenda) war ein Markgräfler Heimatforscher und Pädagoge.

## Leben

### Ausbildung und Wirken
Nach seiner Schulausbildung besuchte Schülin das Lehrerseminar in Meersburg. Danach folgten Anfangsstellungen als Jung- und Hilfslehrer. Nach seiner Hochzeit 1938 wurde er zunächst nach Unteralpfen und später nach Rosenau/Elsaß versetzt. Gegen Kriegsende kam er in amerikanischer Kriegsgefangenschaft, aus der er 1947 zurückkehrte. Alsbald konnte er wieder im Schuldienst arbeiten, den er zunächst in Bürchau antrat und dann bis zur Pensionierung 1971 in Binzen fortsetzte.
Von 1966 bis 1979 war Schülin Schriftleiter der Zeitschrift des Geschichtsvereins Markgräflerland, Das Markgräflerland. Das Autorenverzeichnis der Zeitschrift Das Markgräflerland weist 90 Beiträge von Schülin aus.

### Ehrungen
Schülin wurde 1972 mit der Johann-Peter-Hebel-Plakette der Gemeinde Hausen im Wiesental ausgezeichnet und 1975 wurde ihm die Ehrenmitgliedschaft der Arbeitsgemeinschaft Markgräflerland verliehen.
Die Gemeinde Binzen benannte zu seinen Ehren eine Straße, den Fritz-Schülin-Weg. Außerdem verleiht Binzen den "Fritz-Schülin-Preis" für herausragende Leistungen in Geschichte und Heimatkunde.

## Werke (Auswahl)
- Ortsgeschichte Blansingen. Gemeinde Efringen-Kirchen, Landkreis Lörrach/Baden, Efringen-Kirchen (1998)
- Brombach. 786–1972. Beiträge zur Orts-, Landschafts- und Siedlungsgeschichte, Schülin, Fritz [Ed.].  - Brombach (1972)
- Rötteln-Hagen. Beiträge zur Orts-, Landschafts- und Siedlungsgeschichte, Schülin, Fritz.  - Haagen (1965)
- Efringen-Kirchen. Beiträge zur Orts-, Landschafts- und Siedlungsgeschichte, Schülin, Fritz, Eisele, Albert.  - Efringen-Kirchen (1962)
- Istein und der Isteiner Klotz. Beiträge zur Orts-, Landschafts- und Wehrgeschichte, Schülin, Fritz, Schäfer, Hermann [Publ.].  - Freiburg i. Br. (1961)